# I Frustrati
I frustrati (Les frustrés) è una serie a fumetti umoristici creata da Claire Bretécher pubblicata in Francia dalla stessa autrice in cinque volumi tra il 1975 e il 1980; venne pubblicata anche in Italia nel 1977 sulla rivista linus e in seguito raccolta in volumi da Bompiani.

## Trama
Un variegato gruppo di personaggi, solitamente provenienti da un ambiente di intellettuali agiati, che affrontano i loro piccoli problemi quotidiani, raccontati in brevi storie in bianco e nero incentrate su sessantottini in declino, radical-chic, esponenti del medio management o donne emancipate scambiarsi idee, permettendo all'autrice di esprimere le sue riflessioni sulla società. Fra i temi trattati da Bretécher si trovano metodi educativi e conflitti generazionali, i problemi, i complessi e l'emancipazione delle donne, la vita coniugale con le sue crisi, la società in generale e la politica.

## Storia editoriale
La serie è composta da brevi storie autoconclusive esordita nel 1973 sul settimanale Le Nouvel Observateur.
La serie venne pubblicata anche in Italia sulla rivista linus alla fine degli anni settanta (numeri 145/146/147 del 1977 e 155 del 1978) e in volume dalla Bompiani dal 1977 al 1981.